# 童第周故居 (宁波)
29°39′08″N 121°40′10″E / 29.652184°N 121.669503°E
童第周故居是浙江省宁波市境内一处人物故居，位于鄞州区塘溪镇童村，是中国知名生物学家童第周的故居。房屋为晚清风格砖木四合院，主楼二层，坐北朝南，东西厢房为平房，天井使用鹅卵石装饰花卉、如意形状。目前建筑辟为纪念馆，2011年列入浙江省文物保护单位。